# Élections législatives de 2015 aux îles Féroé
Les élections législatives de 2015 aux Îles Féroé se sont tenues le 1er septembre 2015 pour élire les 33 membres du Løgting pour un nouveau mandat de quatre ans.

## Contexte
Lors des élections législatives de 2011, le Parti de l'union du Premier ministre sortant, Kaj Leo Johannesen est arrivé en tête du scrutin, rassemblant quasiment un quart des suffrages exprimés et remportant huit sièges, à égalité avec le Parti du peuple. Ces deux partis, alliés au Parti du centre et au Parti de l'auto-gouvernement, ont formé le nouveau gouvernement de coalition.

## Partis en présence
| Parti | Parti                                              | Idéologie     | Idéologie                              | Chef de file                                           |
| ----- | -------------------------------------------------- | ------------- | -------------------------------------- | ------------------------------------------------------ |
|       | Parti de l'union (FF) Sambandsflokkurin            | Centre droit  | Unionisme, libéralisme                 | Kaj Leo Johannesen (Premier ministre)                  |
|       | Parti social-démocrate (JF) Javnaðarflokkurin      | Centre gauche | Unionisme, social-démocratie           | Aksel V. Johannesen (Député)                           |
|       | République (T) Tjóðveldi                           | Centre gauche | Indépendantisme, social-démocratie     | Høgni Hoydal (Député)                                  |
|       | Parti du peuple (SF) Fólkaflokkurin                | Centre droit  | Indépendantisme, libéral-conservatisme | Jørgen Niclasen (Ministre des Finances des Îles Féroé) |
|       | Parti du centre (MF) Miðflokkurin                  | Centre        | Régionalisme, démocratie chrétienne    | Jenis av Rana (Député des Îles Féroé)                  |
|       | Nouvel Autogouvernement (NSS) Sjálvstýrisflokkurin | Centre        | Indépendantisme, social-libéralisme    | Jógvan Skorheim (Député des Îles Féroé)                |
|       | Progrès Miðflokkurin                               | Centre        | Indépendantisme, social-libéralisme    | Poul Michelsen (Député des Îles Féroé)                 |

## Sondages
| Date                        | Institut                    | SF     | FF     | JF     | NSS   | T      | F      | MF    |
| --------------------------- | --------------------------- | ------ | ------ | ------ | ----- | ------ | ------ | ----- |
| Date                        | Institut                    |        |        |        |       |        |        |       |
| 31/08/2015                  | Gallup                      | 18,2 % | 19,0 % | 22,9 % | 3,1 % | 19,4 % | 10,6 % | 6,8 % |
| 31/08/2015                  | Gallup                      | 6      | 6      | 8      | 1     | 6      | 4      | 2     |
| 31/08/2015                  | Fynd                        | 20,4 % | 19,2 % | 19,3 % | 5,9 % | 16,5 % | 11,2 % | 7,4 % |
| 31/08/2015                  | Fynd                        | 7      | 6      | 6      | 2     | 5      | 4      | 3     |
| 28/08/2015                  | Fynd                        | 20,8 % | 19,6 % | 21,3 % | 4,9 % | 18,0 % | 8,7 %  | 6,7 % |
| 28/08/2015                  | Fynd                        | 7      | 6      | 7      | 2     | 6      | 3      | 2     |
| 20/08/2015                  | Fynd                        | 18,3 % | 21,1 % | 21,3 % | 4,2 % | 17,6 % | 11,7 % | 5,9 % |
| 20/08/2015                  | Fynd                        | 6      | 7      | 7      | 1     | 6      | 4      | 2     |
| 06/08/2015                  | Fynd                        | 18,6 % | 19,0 % | 23,0 % | 2,9 % | 20,2 % | 11,6 % | 4,7 % |
| 06/08/2015                  | Fynd                        | 6      | 6      | 8      | 0     | 7      | 4      | 2     |
| 22/04/2015                  | Fynd                        | 16,2 % | 19,7 % | 25,8 % | 4,3 % | 18,2 % | 11,0 % | 4,8 % |
| 22/04/2015                  | Fynd                        | 5      | 6      | 9      | 1     | 6      | 4      | 2     |
| 06/03/2015                  | Fynd                        | 18,9 % | 18,1 % | 26,5 % | 3,1 % | 21,3 % | 6,1 %  | 5,8 % |
| 06/03/2015                  | Fynd                        | 6      | 6      | 9      | 1     | 7      | 2      | 2     |
| 05/12/2014                  | Gallup                      | 18,9 % | 17,4 % | 28,3 % | 3,2 % | 21,3 % | 5,4 %  | 5,5 % |
| 05/12/2014                  | Gallup                      | 6      | 6      | 9      | 1     | 7      | 2      | 2     |
| 06/11/2014                  | Fynd                        | 20,1 % | 22,4 % | 25,8 % | 2,4 % | 21,1 % | 3,3 %  | 4,8 % |
| 06/11/2014                  | Fynd                        | 7      | 7      | 9      | 0     | 7      | 1      | 2     |
| 5-11/09/2013                | Gallup                      | 17,2 % | 22,1 % | 21,7 % | 4,5 % | 23,6 % | 5,7 %  | 5,2 % |
| 5-11/09/2013                | Gallup                      | 6      | 7      | 7      | 1     | 8      | 2      | 2     |
| Élections générales de 2011 | Élections générales de 2011 | 22,5 % | 24,7 % | 17,7 % | 4,2 % | 18,3 % | 6,3 %  | 6,2 % |
| Élections générales de 2011 | Élections générales de 2011 | 8      | 8      | 6      | 1     | 6      | 2      | 2     |

## Résultats
|                        |                             |        |       |      |        |               |  |  |  |  |  |  |  |  |
| Parti                  | Parti                       | Voix   | %     | +/-  | Sièges | +/-           |  |  |  |  |  |  |  |  |
|                        | Parti social-démocrate (C)  | 8 093  | 25,09 | 7,32 | 8      | 2             |  |  |  |  |  |  |  |  |
|                        | République (E)              | 6 691  | 20,74 | 2,45 | 7      | 1             |  |  |  |  |  |  |  |  |
|                        | Parti du peuple (A)         | 6 102  | 18,92 | 3,61 | 6      | 2             |  |  |  |  |  |  |  |  |
|                        | Parti de l'union (B)        | 6 046  | 18,74 | 5,96 | 6      | 2             |  |  |  |  |  |  |  |  |
|                        | Progrès (F)                 | 2 241  | 6,95  | 0,62 | 2      | en stagnation |  |  |  |  |  |  |  |  |
|                        | Parti du centre (H)         | 1 779  | 5,52  | 0,64 | 2      | en stagnation |  |  |  |  |  |  |  |  |
|                        | Nouvel Autogouvernement (D) | 1 305  | 4,05  | 0,17 | 2      | 1             |  |  |  |  |  |  |  |  |
|                        |                             |        |       |      |        |               |  |  |  |  |  |  |  |  |
| Suffrages exprimés     | Suffrages exprimés          | 32 257 | 99,64 |      |        |               |  |  |  |  |  |  |  |  |
| Votes nuls             | Votes nuls                  | 117    | 0,36  |      |        |               |  |  |  |  |  |  |  |  |
| Total                  | Total                       | 32 374 | 100   | -    | 33     | en stagnation |  |  |  |  |  |  |  |  |
| Abstention             | Abstention                  | 4 084  | 11,20 |      |        |               |  |  |  |  |  |  |  |  |
| Inscrits/Participation | Inscrits/Participation      | 36 458 | 88,80 |      |        |               |  |  |  |  |  |  |  |  |

## Conséquences
Le Parti social-démocrate, République et Progrès forment une coalition qui permet à Aksel V. Johannesen, de succéder à Kaj Leo Johannesen au poste de Premier ministre. 